# Ромашкино (Тверская область)
Ромашкино — деревня в Кимрском районе Тверской области, входит в состав Ильинского сельского поселения.

## География
Находится в 3 км на северо-восток от центра поселения села Ильинское и в 18 км на северо-запад от райцентра города Кимры.

## История
В конце XIX — начале XX века деревня Иваньково входила в состав Ильинской волости Корчевского уезда Тверской губернии. В конце XIX века при содействии тверского архиепископа Саввы на землях и на средства корчевского мещанина И.Х. Кругликова была образована Троицкая женская община, которая в 1908 году получила статус монастыря. С 1909 года при монастыре действовала церковно-приходская школа для девочек с полным пансионом. В 1901-1915 годах в Троицком Ильинском монастыре возведен Собор Троицы Живоначальной в русском стиле и представлял собой двусветный четверик, завершенный традиционным пятиглавием. 
В 1920-х годах Троицкий храм оказался на колхозных землях, в период антицерковной политики советской власти это стало поводом для изъятия ценностей монастыря и его закрытия. Здание церкви использовалось под хранение сена.
С 1929 года деревня Ромашкино входила в состав Ильинского сельсовета Кимрского района Кимрского округа Московской области, с 1935 года — в составе Калининской области, с 1994 года — в составе Ильинского сельского округа, с 2005 года — в составе Ильинского сельского поселения.

## Население
| 1859 | 2002 | 2010 |
| ---- | ---- | ---- |
| 3    | ↗123 | ↗126 |

## Инфраструктура
На бывшей монастырской территории размещается ГБУ «Ильинский психоневрологический диспансер».

## Достопримечательности
В деревне расположен недействующий Собор Троицы Живоначальной (1915).